# はげしい雨が降る
「はげしい雨が降る」（はげしいあめがふる、英: A Hard Rain's a-Gonna Fall）は、ボブ・ディランが作詞・作曲・演奏・歌唱した楽曲。アルバム『フリーホイーリン・ボブ・ディラン』（1963年）に収録され初出。旧邦題「今日も冷い雨が」。

## 解説
歌詞は後年のディランの作品に通じるような象徴的なイメージに満ちたもので多様な解釈ができる。日本では、1966年4月に日本コロムビアから、「風に吹かれて」のB面として「今日も冷たい雨が」という邦題でシングルカットされている。

## 作詞・作曲とレコーディング
アルバムのライナー・ノーツには1962年10月に書かれたと記載されているが、9月には書き始められたとみられカフェ「ガスライト」などで演奏、9月22日、オールスター・フーテナニーの一員としてカーネギー・ホールに初出演した際にも演奏されている。10月に「ガスライト」で録音されたとみられる演奏が『 Live at The Gaslight 1962 』（2005年）に収録されている。フォーク雑誌『シング・アウト！』誌12月号には歌詞が掲載された。
12月6日、ジョン・ハモンドのプロデュースのもとコロムビア・レコーディング・スタジオにて録音。12月中旬に録音されたとみられる音楽出版社のウィットマーク社のためのデモ録音が『ザ・ウィットマーク・デモ（ブートレッグ・シリーズ第9集）』に収録されている。
1963年4月26日、シカゴの WFMT ラジオの番組『 Studs Terkel's Wax Museum 』の録音でディランは「はげしい雨が降る」他を演奏。番組中、この歌がキューバ危機の問題が持ち上がった時期に書かれたもので、この先の人生も長くなさそうだと思い、新しく書くつもりだった歌をこの1曲に詰め込んでみたと話している。しかし「はげしい雨」が核ミサイル攻撃による「放射能の雨」、「放射性降下物」という解釈については否定をした。
「問いかけ」と「その答え」という歌詞の構造は、 "Lord Randall", Child Ballad No. 12 のトラディショナルなバラッドをベースにしているとも指摘されている。

## いろいろなバージョン
Expo Zaragoza 2008 サラゴサ国際博覧会のテーマ曲として、2007年にディランは新バージョンを録音、また地元のグループでディランのツアーのサポート・メンバーを務めたこともあるアマラルがスペイン語バージョンを録音し、博覧会のプロモーションに使用された。2008年6月24日、同地にてコンサートも行っている。
2016年12月10日、ノーベル賞の授賞式において、式を欠席したディランの代わりにパティ・スミスがこの曲をオーケストラをバックに歌った。パティは緊張のあまり一部の歌詞を忘れ、最初から演奏をやり直してもらうよう要請した。

## 演奏収録ディスク
- 『 Live at The Gaslight 1962 』（2005年）
1962年10月ニューヨーク、カフェ「ガスライト」、ライブ録音
- 『フリーホイーリン・ボブ・ディラン』（1963年）
1962年12月6日、スタジオ録音
- 『ザ・ウィットマーク・デモ（ブートレッグ・シリーズ第9集）』（2010年）
1962年12月中旬ニューヨーク、デモ録音
- 『ノー・ディレクション・ホーム:ザ・サウンドトラック（ブートレッグ・シリーズ第7集）』（2005年）
1963年10月26日ニューヨーク、カーネギー・ホール、ライブ録音
- 『アット・フィルハーモニック・ホール（ブートレッグ・シリーズ第6集）』（2004年）
1964年10月31日ニューヨーク、フィルハーモニック・ホール、ライブ録音
- 『バングラデシュ・コンサート』（1971年）
1971年8月1日ニューヨーク、マディソン・スクエア・ガーデン、ライブ録音
- 『ローリング・サンダー・レヴュー（ブートレッグ・シリーズ第5集）』（2002年）
1975年12月4日カナダ・モントリオール、モントリオール・フォーラム、ライブ録音
- 「ディグニティ」（1994年）
1994年5月23日奈良、東大寺『THE GREAT MUSIC EXPERIENCE '94 AONIYOSHI』、ライブ録音

## カバー
- ピート・シーガー - 『Broadside Ballads, Vol. 2』（1963年）[15]
- ザ・ステイプル・シンガーズ - 『This Little Light』（1964年）
- ジョーン・バエズ - 『Farewell Angelina』（1965年）
- レオン・ラッセル - 『レオン・ラッセル・アンド・ザ・シェルター・ピープル』 Leon Russell and the Shelter People （1971年）
- ブライアン・フェリー - 『愚かなり、わが恋』 These Foolish Things （1973年）
- ナナ・ムスクーリ - 『À Paris』（1979年）
- Drukwerk - 『Drukwerk』（1981年）。「Ik verveel me zo」のタイトルでオランダ語詞。
- エディ・ブリケル&ニュー・ボヘミアンズ - 「はげしい雨が降る」"Hard Rain's a-Gonna Fall" （1990年）。映画『7月4日に生まれて』（1989年）サウンドトラック
- メラニー - 『Precious Cargo』（1991年）
- ジェイソン・ムラーズ - トリビュート・アルバム『Listen to Bob Dylan: A Tribute』（2005年）
- アマラル - Llegará la tormenta (The storm will arrive) （2008年）。サラゴサ国際博覧会テーマ曲のスペイン語バージョン。
- ジミー・クリフ - Sacred Fire EP - A Hard Rain's A-Gonna Fall（2011年）
- カート・エリング - 『THE QUESTIONS』（2019年）

### 関連文献
- Dylan, Bob (September 1963). “Hard Rain's A-Gonna Fall” (PDF). Broadside (New York: Broadside) (#31):  p. 3 2010年12月8日閲覧。.